# 松树岛 (新喀里多尼亚)
松树岛（法語：Île des Pins，發音：[il de pɛ̃]）是法国海外特殊集体新喀里多尼亞的一个岛屿，也是新喀里多尼亚南部省同名市镇的主要组成部分。
该岛长15千米，宽13千米，位于新喀里多尼亚主岛格朗德特尔岛东南，距新喀里多尼亚首府努美阿100千米。该岛动物种类丰富，栖息着睫角守宫和世界上最大的壁虎新喀里多尼亞巨守宮等珍稀动物，被新喀里多尼亞堡礁环绕。